# Fazenda Ipanema
A Fazenda Ipanema, também conhecida como São João de Ipanema, é uma fazenda fundada no século XIX, localizada no distrito de Bacaetava, município de Iperó, no interior do estado de São Paulo.

## História
A Fazenda Ipanema está localizada na Floresta Nacional de Ipanema, considerada uma das maiores florestas do estado de São Paulo. Dado isto, possui enorme importância na cultura socioambiental do estado.
A fazenda confunde-se com a história do Brasil Império, visto que foi palco da Real Fábrica de Ferro São João de Ipanema, principal siderúrgica do Brasil no contexto do Império brasileiro.
Foi durante um grande período responsável pela produção de pregos, arames, ferramentas agrícolas, dentre outros itens relacionados. Muito da mão de obra exercida na fundição foi oriunda da escravidão presente no país.
Dada a importância da siderúrgica no contexto régio, a propriedade foi visitada inúmeras vezes por Dom Pedro II do Brasil.

## Estrutura

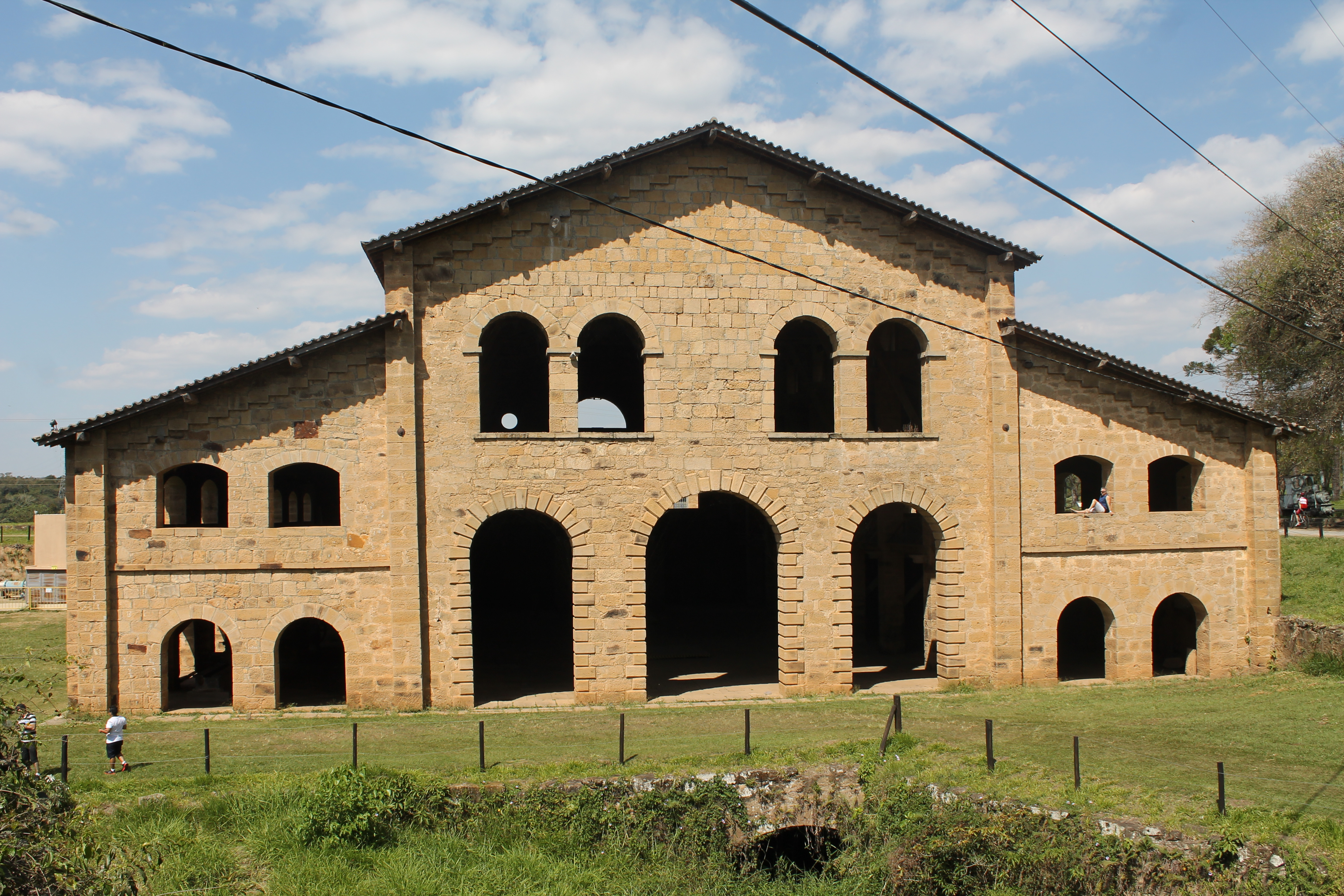
Casa das Armas Brancas - Fazenda Ipanema

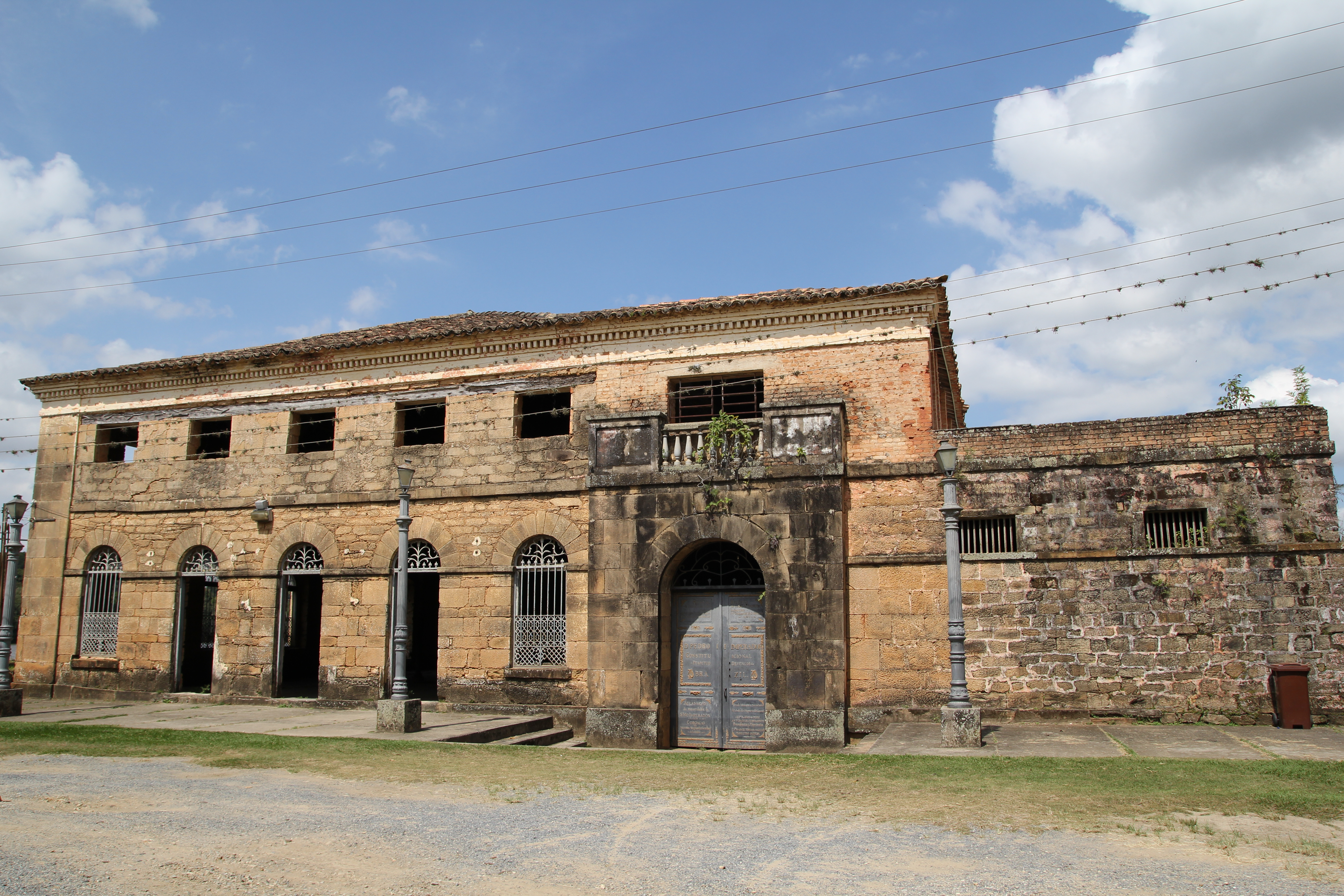
Casa da Guarda - Fazenda Ipanema

A fazenda possuí uma vasta estrutura, destacando-se:
- Sede administrativa: a sede administrativa foi fundada para área de administração da fazenda e da siderúrgica.[3][12] Com isso, também foi construída uma casa no local para quando recebesse D. Pedro II para dormir no local.[10]
- Fornos: os fornos ainda estão presentes na propriedade e foram construídos de maneira independentes.[10][13][14]
- Casa das Armas Brancas: setor inaugurado em 1886, sendo responsável por boa parte da produção de armas e artefatos para o uso do exército brasileiro no contexto da Guerra do Paraguai.[15][16] Com pontes ao seu redor, a edificação ainda  abriga máquinas e ferramentas utilizadas naquela época, a maioria importada da Europa.[17]
- Casa da Guarda: inicialmente foi projetada para ser um depósito da fábrica e posteriormente operou como prisão - tanto militar quanto comum.[18][19] Construída originalmente por taipa de pedra, a edificação possui dois andares, com um imponente pórtico. Possui uma vista maravilhosa para a represa Hedberg. Uma escada helicoidal metálica serve de acesso para os andares.[17]
- Relógio de Sol: no ano de 1863, o Engenheiro Capanema foi responsável pra construção de um relógio de sol na propriedade.[10][20]
- Oficina de Modelagem: construída em 1818, fazia parte do conjunto dos Altos Fornos, e nela foram produzidas munições e três canhões.[10]
- Cemitério de Protestantes: inaugurado por D. João VI, após saber da morte de um sueco protestante, foi o primeiro cemitério construídos para não-católicos no país.[21][15]
- Monumento a Varnhagen: foi erguida uma cruz no topo do Morro Araçoiaba em homenagem ao Visconde do Rio Branco.[22][23]

## Cemitério de Protestantes
O Cemitério de protestantes, em ruínas, poderia passar despercebido por quem visita a Floresta Nacional de Ipanema. Atravessando o portal de alvenaria manchado, mato alto, pedaços de construção, o visitante encontrará as ruínas de cerca de dez túmulos, na sua maior parte de origem sueca ou inglesa, do início do século XIX.
Um carpinteiro sueco, Jonas Bergmann, foi o primeiro a ser sepultado. Faleceu vítima de tuberculose. Carl Gustav Hedberg, diretor da Real Fábrica de Ferro, comunicou à Dom João VI, príncipe regente, sobre os empecilhos para conseguir um local para o sepultamento, uma vez que os protestantes eram considerados hereges na época e não tinham permissão para serem enterrados nos cemitérios católicos.
O tempo, o abandono e os furtos já não permitem identificar a lápide de Jonas Bergmann. Mas ainda restaram duas lápides onde são possíveis ler os nomes e data de falecimento.

## Trilhas
É possível realizar três trilhas na fazenda. De dificuldades diferentes, são elas: trilha Afonso Sardinha, trilha Pedra Santa e a trilha Fornos de Cal.

## Atualidade
Atualmente é possível realizar visitas a propriedade até mesmo com visitação guiada. Existem algumas taxas durante a visitação como alimentação e estacionamento. Crianças com menos de doze anos e adultos com mais de sessenta não pagam ingresso. A fazenda vêm sendo administrada pelo Governo Federal e a Secretaria de Meio Ambiente do Estado de São Paulo.